# Estação Dorrego
A Estação Dorrego é uma das estações do Metro de Buenos Aires, situada em Buenos Aires, entre a Estação Malabia - Osvaldo Pugliese e a Estação Federico Lacroze. Faz parte da Linha B.
Foi inaugurada em 17 de outubro de 1930. Localiza-se no cruzamento da Avenida Corrientes com a Avenida Dorrego. Atende o bairro de Chacarita.

## Decoração
Na estação há quatro murais de 1991. A plataforma norte está almejada pela obra A 3 niñas argentinas inmoladas, Jimena Hernández, Nair Mostafá e María Soledad Morales de Mildred Burton, no entanto que a plataforma sul está decorada com murais de Roberto Scafidi, José María Cáceres (Canto de amor para América Latina) y Juan José Cambré (El duende está em cada movimiento de nuestras vidas).

## Galeria

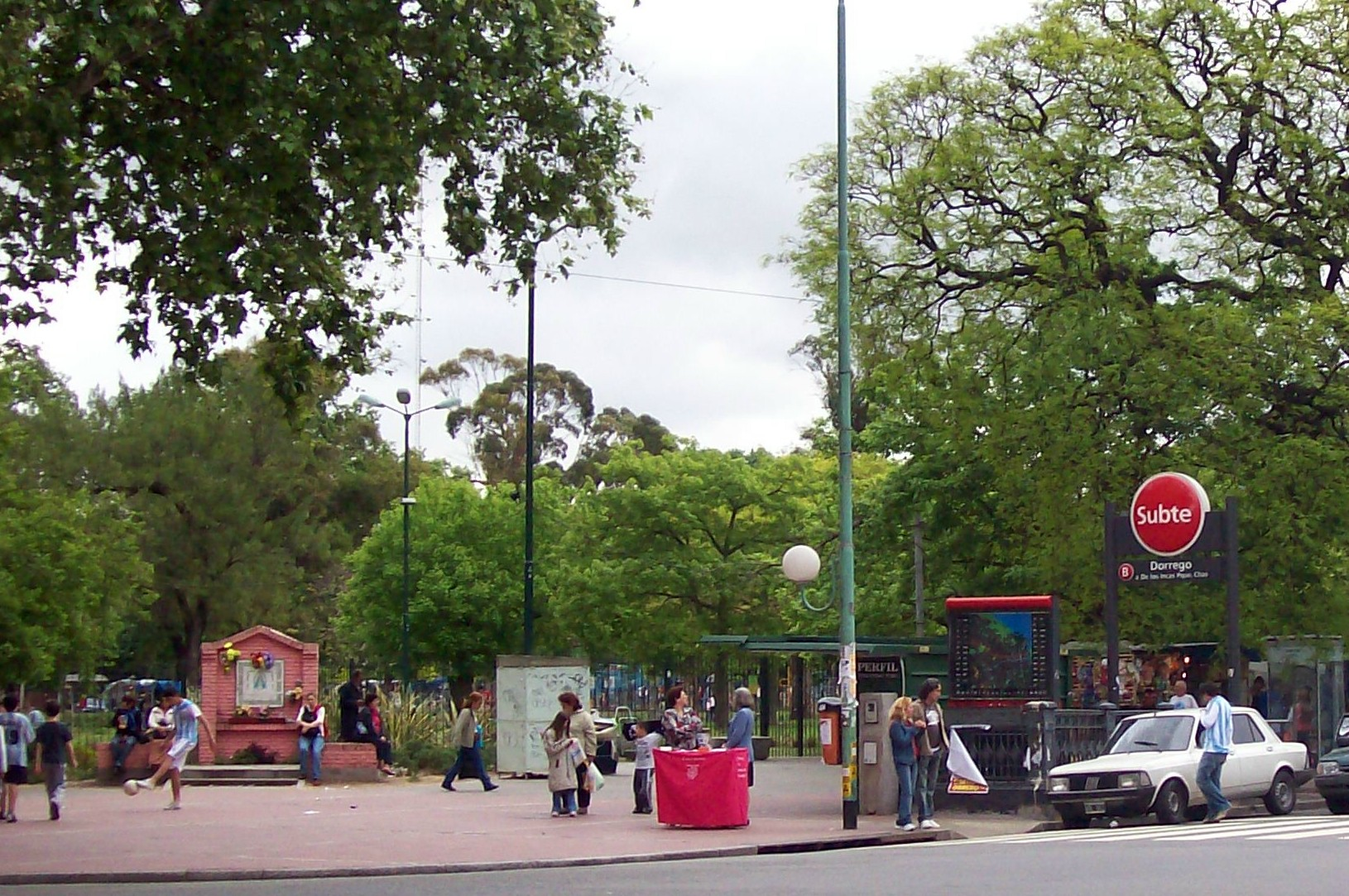
Entrada da estação, sobre Parque Los Andes